# Furuhasi Kjógo
Furuhasi Kjógo (古橋 亨梧) (Nara prefektúra, 1995. január 20. –) japán válogatott labdarúgó, a Birmingham City játékosa.

## Pályafutása

### Klubcsapatokkal
A labdarúgást az FC Gifu csapatában kezdte. 2018 és 2021 között a Vissel Kobe csapatában játszott. 2019-ben megnyerte a Császár Kupát a klubbal. 95 bajnoki mérkőzésen lépett pályára és 42 gólt szerzett. 2021-ben a Celtic csapatához szerződött. 2025. január 27-én két és fél szezonra írt alá a francia Rennes csapatához. Kevés játékidőt kapott, mindössze hat mérkőzésen lépett pályára. 2025. július 5-én hároméves szerződést írt alá az angol Birmingham City-vel.

### A nemzeti válogatottban
2019-ben debütált a japán válogatottban. A japán válogatottban 15 mérkőzést játszott.

## Statisztika
| Japán válogatott | Japán válogatott | Japán válogatott |
| Év               | Mérk.            | gól              |
| ---------------- | ---------------- | ---------------- |
| 2019             | 1                | 0                |
| 2020             | 0                | 0                |
| 2021             | 11               | 3                |
| 2022             | 4                | 0                |
| 2023             | 5                | 2                |
| 2024             | 1                | 0                |
| 2025             | 1                | 0                |
| Összesen         | 23               | 5                |

## Sikerei, díjai

### Klub
- Vissel Kobe
  - Császár Kupa: 2019
  - Japán szuperkupa: 2020

- Celtic
  - Skót bajnok: 2021–22,[7] 2022–23,[8] 2023–24,[9] 2024–25
  - Skót kupa: 2022–23,[10] 2023–24
  - Skót ligakupa: 2021–22,[11] 2022–23,[12] 2024–25[13]

### Egyéni
- A PFA skót bajnokság szezon csapatának tagja: 2021–22,[14] 2022–23[15]
- A skót bajnokság gólkirálya: 2022–23[16]
- Az év skót labdarúgója: 2022–23[17]
- SFWA Az év skót labdarúgója: 2022–23[18]
- Japán profi labdarúgó-díj: Best XI (2022, 2023, 2024)[19]
- Az év Celtic labdarúgója: 2023